# Histoire du New Hampshire
L'Histoire du New Hampshire se confond tout d'abord avec celle de la colonie de la baie du Massachusetts, basée à Boston, avant qu'une Province du New Hampshire spécifique ne soit fondée en 1660. Elle participe au cours du siècle suivant à l'Histoire du Vermont, en distribuant des terres aux colons dans l'arrière-pays.

## La période amérindienne
À l’époque précolombienne, le New Hampshire était occupé par les amérindiens Abénaquis, qui vivaient dans des villages, parfois importants. Selon la saison, soit ceux-ci restaient près de leurs villages pour pêcher, cueillir des plantes, faire du sucre, et commercer ou se battre, soit ils se rendaient sur les lieux de chasses. Plus tard, ils ont aussi fait pousser du tabac d'élevage et les « trois sœurs » : le maïs, les haricots et les courges.

## Les premiers établissements anglais et la scission de 1629

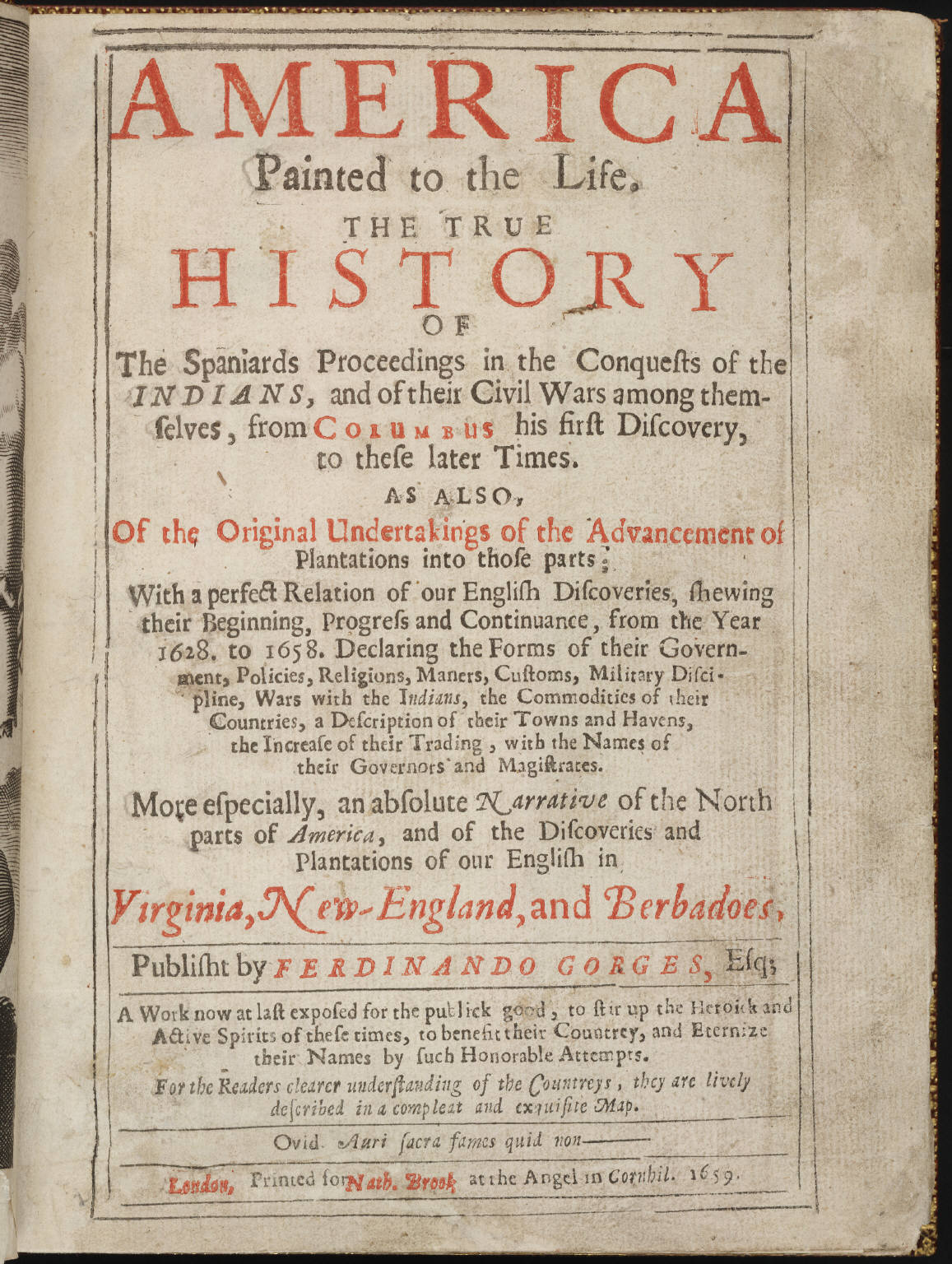
America Painted to the Life, récit publié en 1659 par le petit-fils de Ferdinando Gorges

L’anglais Martin Pring fut le premier Européen à explorer et décrire la région en 1603. Les Anglais arrivent plus massivement sur la côte nord des futurs États-Unis vers 1622, lorsque la Colonie de Plymouth créa des comptoirs le long du littoral. La « colonie du New Hampshire » sera le produit de plusieurs concessions de terre datant de 1623 et des années suivantes. Sir Ferdinando Gorges et John Mason scindent le territoire le long de la Piscataqua (rivière) en 1629, via un pacte qui crée la Province du New Hampshire, formée par Mason au sud, et le New Somersetshire, créé au nord par Gorges, dans ce qui est aujourd'hui le Comté de Somerset dans le sud du Maine.
Les premiers immigrants britanniques créent aussi en 1630 un village baptisé « Piscataqua », la future Portsmouth (New Hampshire), renommée « Strawbery Banke » à cause des fraises sauvages qui poussaient le long des berges de la Piscataqua (rivière). Protégé par le fort William and Mary en 1632, ce port occupait une situation favorable au commerce avec les industries situées en amont, la pêche, la construction navale et le transport du bois.
En 1631, le capitaine Thomas Wiggin devint le premier gouverneur de la Province du New Hampshire, comprenant les villes actuelles de Dover, Durham et Stratham. D'autres colonies anglaises suivirent : Little Harbor, Dover, Portsmouth et Exeter. David Thomson, Edward Hilton, et Thomas Hilton ont été envoyés par John Mason, qui souhaitait envoyer des colons pour qu'ils créent une colonie de pêche. Ils établirent les villes de Dover et de Little Harbor. L'établissement d'Exeter fut fondé en 1638 par John Wheelwright, après qu'il eut été banni du Massachusetts pour avoir défendu les enseignements d'Anne Hutchinson. Ces villes se sont accordées pour s'unir en 1639 et en 1641 rejoignirent la colonie du Massachusetts.
Le 1er janvier 1660, le New Hampshire fut séparé de la colonie du Massachusetts, devenant une colonie avec son propre gouvernement. Le Roi d'Angleterre Charles II, le détacha en 1679 mais il fut ensuite à nouveau uni au Massachusetts lors de la Glorieuse Révolution de 1688, et séparé une dernière fois en 1691 pour devenir la Province du New Hampshire, qui n'obtiendra son autonomie définitive qu'en 1741.

## La rivalité avec New York pour les terres de l'arrière-pays

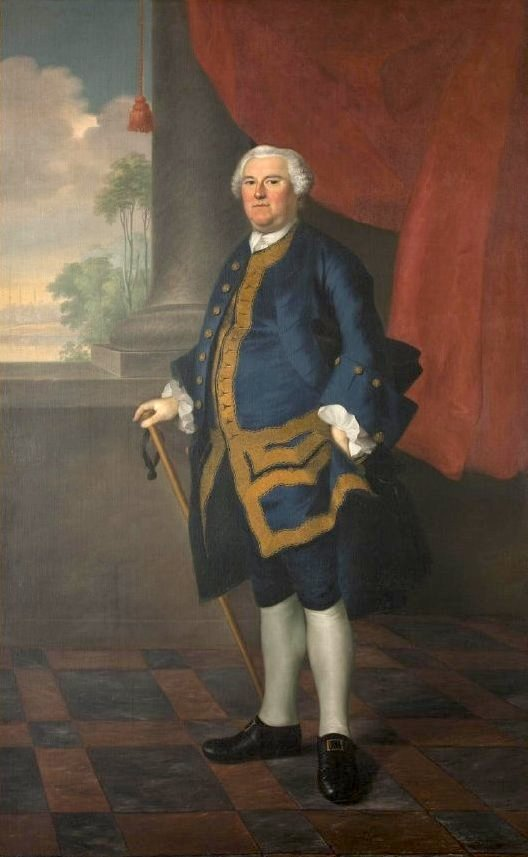
Benning Wentworth, gouverneur du New Hampshire.

Au XVIIIe siècle, une concurrence émerge entre les colonies de New York et du New Hampshire pour s'attribuer des terres dans l'arrière-pays, vers la frontière avec la Nouvelle-France. Benning Wentworth succède à son père comme lieutenant gouverneur de la Province du New Hampshire en 1741 et décide en 1749, une politique d'annexion des territoires situés au nord, dans le futur État du Vermont. Il est accusé d'en faire bénéficier ses proches et lui-même. Afin d'éviter d'être également accusé de favoriser la spéculation, il exige des preuves que les bénéficiaires sont des cultivateurs, sous la forme de versements en Indian Corn à Noël de chaque année, à hauteur de un shilling pour 100 acres. Pour appuyer cette politique et attirer des colons, il fait cadastrer le territoire allant jusqu'à la rive ouest du lac Champlain, sur les terres du futur État du Vermont.
Pendant la Guerre de Sept Ans, il s'attire les protestations du gouverneur de New York Georges Clinton en décidant de bâtir le Fort Wentworth, à la jonction de la Rivière Ammonoosuc supérieure et du fleuve Connecticut, près de l'actuelle Northumberland, New Hampshire. Leur rivalité s’intensifie après l’éviction des Français de la région, au terme du traité de Paris de 1763. En 1765, les arpenteurs new-yorkais envahissent la région et dressent un nouveau cadastre, exigeant que les colons venus du New Hampshire paient des droits pour légaliser leurs propriétés. La province de New York lance même des procédures d’expulsion en 1770 à l’encontre des concessions accordées par la province du New Hampshire.

## L'intégration aux États-Unis en 1788

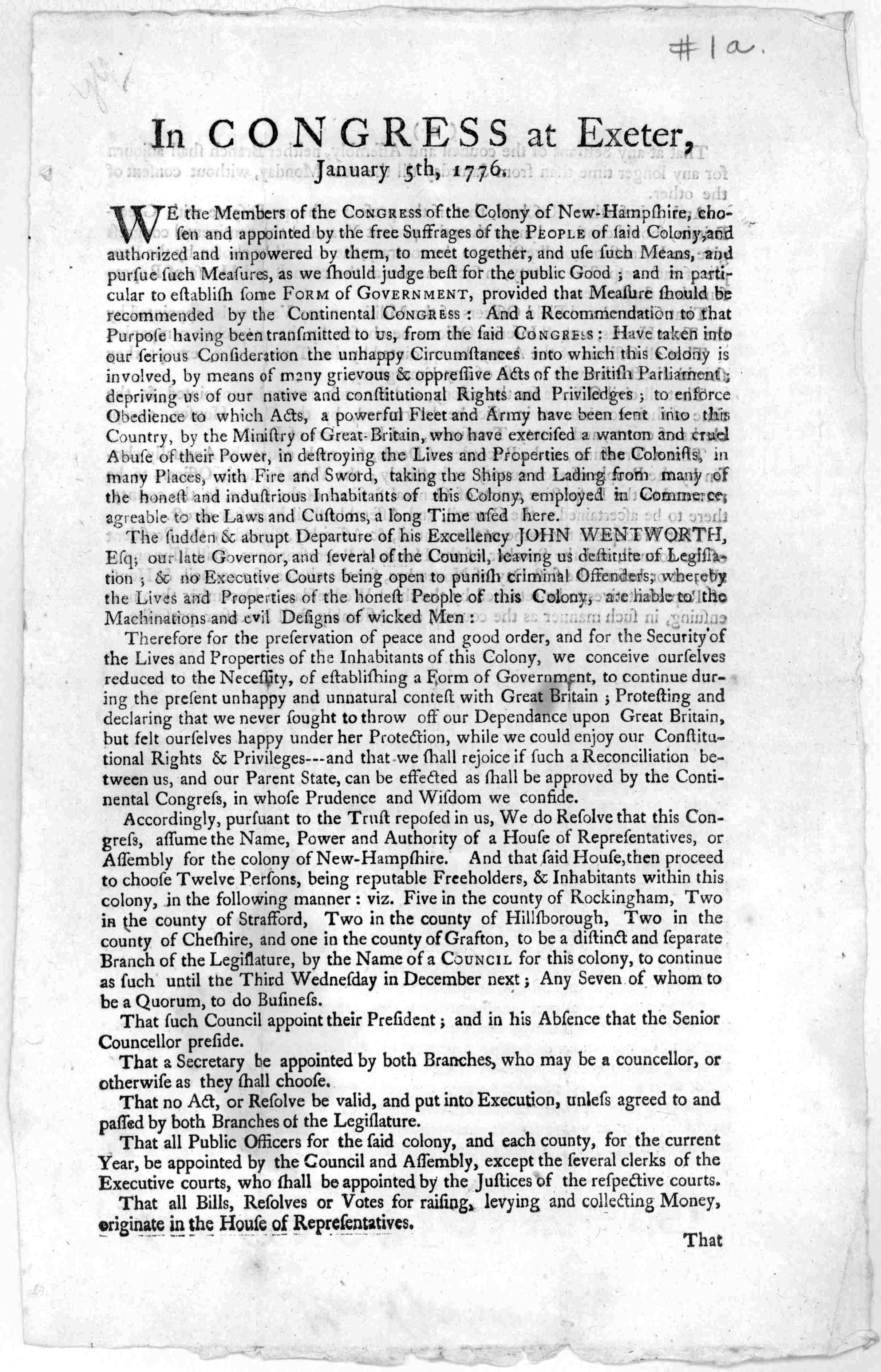
Déclaration du congrès du New Hampshire sur le départ du gouverneur colonial John Wentworth, en janvier 1776

Le territoire est le premier, après celui du Rhode Island, à se révolter ouvertement contre la Couronne britannique, après le départ abrupt et soudain du gouverneur colonial John Wentworth, en janvier 1776, en se dotant de son propre gouvernement. Après avoir proclamé son indépendance envers la Couronne britannique, le New Hampshire est aussi le premier à se doter d'une constitution. La prise du Fort William and Mary par les insurgés leur permet de fournir en canons et munitions l'armée continentale de George Washington, avant la Bataille de Bunker Hill du 17 juin 1775. Après la Guerre d'Indépendance, qui voit le New Hampshire offrir trois bataillons aux troupes américaines, c'est le neuvième des treize États fondateurs à intégrer l’Union, le 21 juin 1788, en ratifiant la constitution des nouveaux États-Unis, et en choisissant sa devise « Vivre libre ou mourir », inspirée par les révolutionnaires français de 1789.

## La croissance de la population après 1750
Lors des décennies précédant la guerre d'indépendance des États-Unis, la population augmente rapidement, faisant plus que doubler. Mais entre 1750 et 1780, période d'expansion démographique générale, le New Hampshire, comme d'autres colonies de la Nouvelle-Angleterre, par exemple le Massachusetts et le Connecticut, a vécu une croissance plus lente que celles des colonies du sud et du centre. En 1790, l'Amérique blanche est encore très rurale, car les cinq premières agglomérations ne représentent que 136 000 habitants, soit seulement 5,5 % de la population. À partir de 1790 ont lieu les premiers recensements par ville et par états, au moment d'une polémique nationale sur l'opportunité d'étendre la colonisation à l'ouest. Il est alors décidé que le seuil de 60 000 habitants doit être atteint avant de créer un nouvel État. 
| Année            | Population en 1750 | Population en 1780 | Position en 1780 |
| Virginie         | 180 000 habitants  | 538 000 habitants  | 1er en 1780      |
| Pennsylvanie     | 85 000 habitants   | 327 000 habitants  | 2e en 1780       |
| Caroline du Nord | 51 000 habitants   | 270 000 habitants  | 3e en 1780       |
| Massachusetts    | 188 000 habitants  | 260 000 habitants  | 4e en 1780       |
| Maryland         | 116 000 habitants  | 245 000 habitants  | 5e en 1780       |
| Connecticut      | 111 000 habitants  | 206 000 habitants  | 6e en 1780       |
| New York         | 76 000 habitants   | 210 000 habitants  | 7e en 1780       |
| Caroline du Sud  | 45 000 habitants   | 180 000 habitants  | 8e en 1780       |
| New Jersey       | 51 000 habitants   | 139 000 habitants  | 9e en 1780       |
| Rhode Island     | 33 000 habitants   | 52 000 habitants   | 10e en 1780      |
| New Hampshire    | 27 000 habitants   | 87 000 habitants   | 11e en 1780      |
| Géorgie          | 5 200 habitants    | 56 000 habitants   | 12e en 1780      |
| Maine            | 0 habitant         | 49 000 habitants   | 13e en 1780      |
| Vermont          | 0 habitant         | 47 000 habitants   | 14e en 1780      |
| Delaware         | 19 000 habitants   | 45 000 habitants   | 15e en 1780      |
| Kentucky         | 0 habitant         | 45 000 habitants   | 16e en 1780      |
| Tennessee        | 0 habitant         | 10 000 habitants   | 17e en 1780      |

## En 1832, l'illégale République d'Indian Stream
Le juillet 1832, une poignée de fermiers se déclarent fatigués des disputes constitutionnelles entre la Grande-Bretagne, propriétaire du Canada, et les États-Unis. Ils créent à la frontière, à l'extrême nord du New Hampshire, entre le torrent Halls au nord-ouest (la frontière selon les Américains) et la rivière Connecticut au sud-est (la frontière selon les Britanniques), un minuscule État indépendant: la République de l'Indian Stream, dotée d'une constitution en 13 articles.
L'affaire vient d'une simple erreur de cartographie, commise en 1775, alors que la région était vierge et mal connue. 

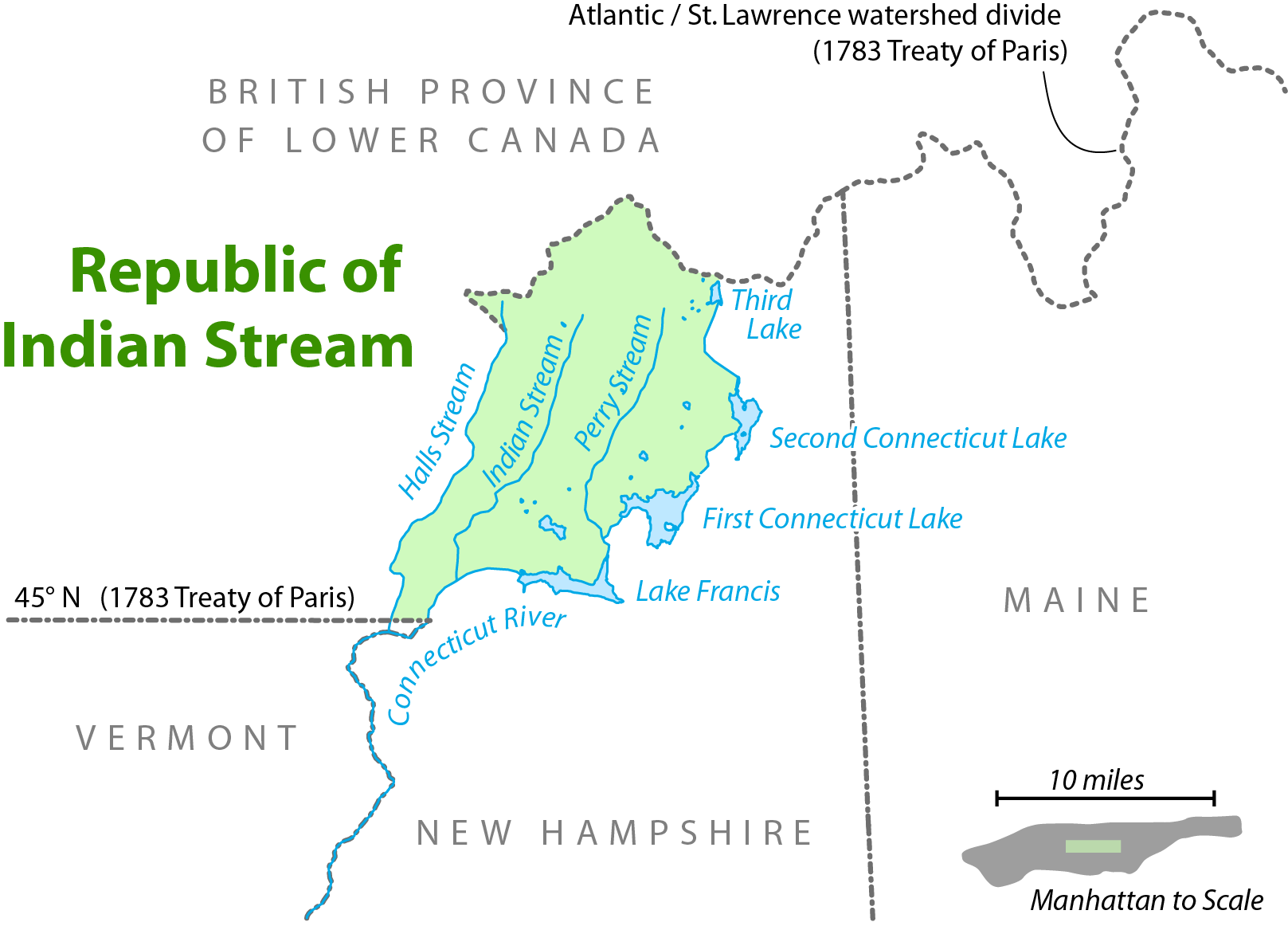
Carte de la République d'Indian Stream

Lors de la signature du traité de Versailles en 1783, qui donne naissance aux États-Unis, la carte erronée de 1775 est utilisée. En 1796, des ressortissants du New Hampshire « achètent » le territoire au vieux chef algonquin surnommé King Phillip, puis le revendent 5 000 dollars aux spéculateurs de l'Eastman company. Peu à peu, l'Indian Stream se peuple de colons venus tant du nord que du sud afin de profiter de ses terres libres et fertiles. Peu à peu, les politiciens des deux pays en font un motif de querelle et revendiquent le territoire. Ils finissent par demander au roi des Pays-Bas d'arbitrer. En janvier 1831, il accorde le territoire au Canada. Mais le Congrès américain rejette la décision l'année suivante. Une période tumultueuse au cours de laquelle les séances d’arpentage se succèdent, les milices exercent des pressions et les contrebandiers s’en donnent à cœur joie. Pendant ce temps, la République d'Indian Stream se dote d'une milice, de systèmes de justice et de perception de taxes, et garantit aux familles des biens de première nécessité, dont une vache, sept moutons, trois tonnes de foin, du grain, des outils, un fusil, des patates et du sel. La dispute prend fin le 9 août 1842, avec la signature du Traité Webster-Ashburton. Le territoire, annexé en 1840 à la ville de Pittsburg, dans l'État du New Hampshire, le restera.

## Textile, industrie de la chaussure et immigration franco-canadienne

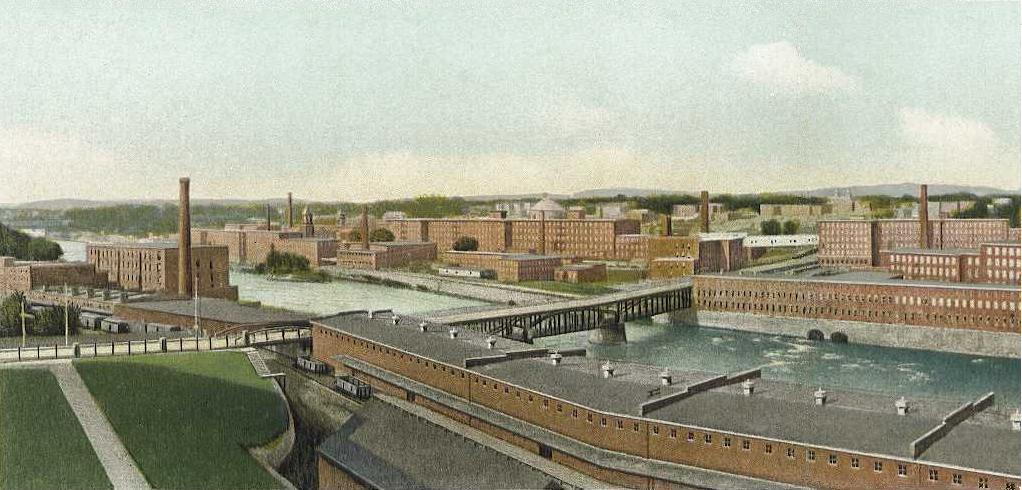
Les bâtiments de l'Amoskeag Manufacturing Company, en 1911

Le secteur industriel, notamment les activités textiles, et les transports, ont par la suite bénéficié d’une rapide expansion. Ces succès industriels, dans plusieurs vallées du nouvel État, ont généré une importante vague d’immigration franco-canadienne, en particulier féminine. Les plus fortes concentrations d'usines de chaussures se trouvent dans les vallées de la Blackstone et de la Pawtuxet. Un des plus célèbres "petit-Canadas" fut la zone ouest de Manchester (New Hampshire), qui se dote des usines les plus importantes, comme l'Amoskeag Manufacturing Company, le plus grand centre de production de toiles en coton et de denim du continent américain, avec une immense manufacture textile près des chutes d'eau du Merrimack, cours d'eau traversant la ville. Le premier mariage entre Franco-canadiens et Américains, celui de Louis Marchand et Sarah Robert, apparaît le 19 août 1839 dans les registres municipaux. L'Amoskeag Manufacturing Company détiendra jusqu'à une trentaine de filatures, pour un effectif atteignant après la Première Guerre mondiale, jusqu’à 17 000 ouvriers, dont environ 40 % sont franco-américains.

## L'essor culturel à partir des années 1870

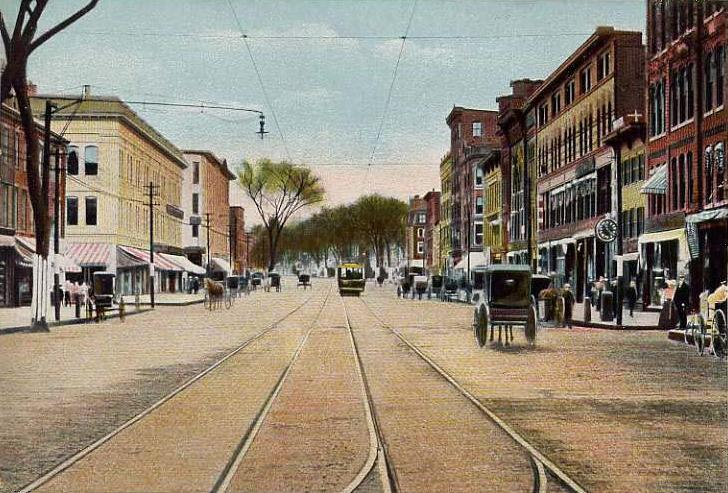
Elm Street, à Manchester (New Hampshire) en 1905

Après la guerre de Sécession, plusieurs institutions vouées à permettre aux émigrés québécois de conserver leur foi catholique, leur langue française et leur héritage québécois virent le jour à Manchester (New Hampshire). En 1869, Ferdinand Gagnon, y fonde La Voix du Peuple, premier journal de langue française de la ville, qui va inspirer la fondation d’environ 350 journaux en Nouvelle-Angleterre au cours des XIXe et XXe siècles, dont une vingtaine à  Manchester (New Hampshire). Le plus important sera le quotidien, L’Avenir National de 1894 à 1949. Un quartier appelé Notre-Dame s'étend sur la rive ouest de Manchester (New Hampshire) et deviendra le "Petit Canada", avec ses propres épiceries, boutiques, bureaux, restaurants, tavernes où l'on parle français.

## La diversification industrielle auXXesiècle
À Manchester (New Hampshire), la communauté franco-canadienne demeure significative au XXIe siècle, la ville étant grâce son apport la plus peuplée de l'État. Cette population francophone et francophile lutte pour  maintenir une présence culturelle vivante. L’urbanisation s'est surtout accélérée au XXe siècle une croissance exponentielle, tandis que les grandes forêts du nord de l'État, près de la frontière avec le Canada conservent au contraire une faible densité de population. Mais en 1935, l'Amoskeag Manufacturing Company doit fermer ses portes, victime de la concurrence des filatures du sud telle que celles de la famille Cone. Et au milieu des années 1960 environ, l’industrie de la chaussure s’effondre, incitant l’État du New Hampshire à progressivement reconvertir et diversifier son économie dans l'électronique et le tourisme, malgré une modeste façade littorale.